# غريت نيومان
غريت نيومان (بالألمانية: Grete Neumann)‏ هي عداءة سريعة نمساوية، (و. 1912 – 1946 م).

## وصلات خارجية
- غريت نيومان على موقع أوليمبيديا (الإنجليزية)